# Ministère des Travaux publics (Cameroun)
Pour les articles homonymes, voir Ministère des Travaux publics.
Le ministère des Travaux publics (anglais : Ministry of public works) est une institution publique camerounaise. Il est placé sous l'autorité d'un ministre qui est responsable de l’aménagement routier, de l'urbanisation et la construction des infrastructures.

## Historique
Nganou Djoumessi Emmanuel est le ministre des travaux publics au sein du territoire camerounais.
Décret No 51/501 du 16 avril 1957 portant sur le statut du Cameroun.

## Mission
Le Ministère a pour mission :
- L'élaboration de la politique de construction, de maintenance et d'entretien des infrastructures, bâtiments publics et des routes ;
- D'effectuer toutes études nécessaires à l'adaptation aux écosystèmes locaux de ces infrastructures en liaison avec le Ministère chargé de la recherche scientifique, les institutions de recherche ou d’enseignement et tout autre organisme compétent ;
- D'assurer la promotion des infrastructures, des bâtiments publics et des routes, en liaison avec le Ministère de l’Économie, de la Planification et de l'Aménagement du Territoire ;
- Le contrôle de l’exécution des travaux de construction des infrastructures et des bâtiments publics conformément aux normes établies ;
- D’apporter son concours à la construction et à l’entretien des routes, y compris les voiries urbaines, en liaison avec les Départements Ministériels et organismes compétents ;
- Le suivi des activités des organisations professionnelles des ingénieurs de génie civil et des Ingénieurs des travaux publics ;
- La formation du personnel des travaux publics, en liaison avec les Départements Ministériels concernés.

II exerce la tutelle technique sur l’École nationale supérieure des travaux publics (ENSTP), le Parc National de Matériel de Génie Civil (MATGENIE), le Laboratoire National de Génie civil (LABOGENIE), et le Fond Routier.

### Articles annexes
- Ministère du commerce (Cameroun)
- Ministère de l'enseignement supérieur (Cameroun)
- Ministère de l’éducation de base
- Paul Biya